# All Star Perche 2018
Navigation
Édition 2017 Édition 2019
La troisième édition du meeting All Star Perche, compétition d'athlétisme en salle de saut à la perche, s'est déroulée le 25 février 2018 à Clermont-Ferrand, en France. Considérée comme la compétition la plus prestigieuse de saut à la perche au monde, la réunion accueille les meilleurs athlètes mondiaux de la discipline.

## Records du meeting
| Genre  | Performance | Athlète           | Pays       | Date            |
| ------ | ----------- | ----------------- | ---------- | --------------- |
| Hommes | 6,02 m      | Renaud Lavillenie | France     | 21 février 2016 |
| Femmes | 4,86 m      | Katie Nageotte    | États-Unis | 25 février 2018 |

## Compétition

### Athlètes annoncés
| Athlète                | Pays       | PB (en salle) |
| ---------------------- | ---------- | ------------- |
| Raphael Holzdeppe      | Allemagne  | 5,88 m        |
| Shawnacy Barber        | Canada     | 6,00 m        |
| Sam Kendricks          | États-Unis | 5,90 m        |
| Renaud Lavillenie      | France     | 6,16 m (WR)   |
| Valentin Lavillenie    | France     | 5,80 m        |
| Kévin Menaldo          | France     | 5,78 m        |
| Axel Chapelle          | France     | 5,80 m        |
| Konstadínos Filippídis | Grèce      | 5,85 m        |
| Seito Yamamoto         | Japon      | 5,77 m        |
| Paweł Wojciechowski    | Pologne    | 5,86 m        |
| Piotr Lisek            | Pologne    | 6,00 m        |
| Armand Duplantis       | Suède      | 5,82 m        |

| Athlète               | Pays        | PB (en salle) |
| --------------------- | ----------- | ------------- |
| Nina Kennedy          | Australie   | aucun         |
| Lisa Ryzih            | Allemagne   | 4,75 m        |
| Iryna Zhuk            | Biélorussie | 4,57 m        |
| Alysha Newman         | Canada      | 4,66 m        |
| Katie Nageotte        | États-Unis  | 4,91 m        |
| Ninon Guillon-Romarin | France      | 4,71 m        |
| Anzhelika Sidorova    | Russie      | 4,87 m        |
| Angelica Moser        | Suisse      | 4,50 m        |
| Maryna Kylypko        | Ukraine     | 4,55 m        |

### Déroulement
La compétition se déroule le 25 février 2018 à 15 heures, heure locale.
Il s'agit de la compétition de saut à la perche masculine la plus dense de l'histoire avec huit athlètes qui franchissent une barre à 5,81 m et plus, et dix athlètes à 5,73 m et plus. La compétition est remportée par l'Américain Sam Kendricks avec 5,93 m, meilleure performance mondiale de l'année, franchis au 1er essai, devant le Français Renaud Lavillenie qui réalise 5,93 m à sa troisième tentative. Le Polonais Paweł Wojciechowski et le Français Axel Chapelle, respectivement 3e et 4e de l'épreuve, améliorent leur record personnel avec 5,88 m, tout comme le Suédois Armand Duplantis qui prend la cinquième place en établissant un nouveau record du monde junior. Le Français Kévin Menaldo, qui bat également son record personnel avec 5,88 m, ne termine que 7e de la compétition.
C'est également le seul meeting au monde où sept perchistes ont passé la barre des 5,88 m.
Chez les femmes, la victoire revient à l'Américaine Katie Nageotte avec 4,86 m. Elle devance aux nombre d'essais la Russe Anzhelika Sidorova, et la Française Ninon Guillon-Romarin qui réalise un nouveau record de France avec 4,72 m.

### Résultats
| Rang               | Nom                    | Nationalité | 5,43 m | 5,60 m | 5,73 m | 5,81 m | 5,88 m | 5,93 m | 5,98 m | Marque | Notes     |
| ------------------ | ---------------------- | ----------- | ------ | ------ | ------ | ------ | ------ | ------ | ------ | ------ | --------- |
| Médaille d'or      | Sam Kendricks          | États-Unis  | o      | o      | o      | xxo    | o      | o      | xxx    | 5,93 m | WL, PB    |
| Médaille d'argent  | Renaud Lavillenie      | France      | —      | —      | o      | o      | o      | xxo    | xxx    | 5,93 m | =WL       |
| Médaille de bronze | Paweł Wojciechowski    | Pologne     | o      | o      | o      | xx—    | o      | xxx    |        | 5,88 m | PB        |
| 4                  | Axel Chapelle          | France      | xo     | xo     | xo     | o      | xo     | xxx    |        | 5,88 m | PB        |
| 5                  | Armand Duplantis       | Suède       | o      | o      | xo     | o      | xxo    | xxx    |        | 5,88 m | WJR,NR,PB |
| 6                  | Piotr Lisek            | Pologne     | o      | o      | o      | xxo    | xxo    | xxx    |        | 5,88 m |           |
| 7                  | Kévin Menaldo          | France      | xxo    | xxo    | xo     | xo     | xxo    | xxx    |        | 5,88 m | PB        |
| 8                  | Shawnacy Barber        | Canada      | o      | xxo    | o      | xo     | xxx    |        |        | 5,81 m | SB        |
| 9                  | Konstadínos Filippídis | Grèce       | o      | o      | o      | xxx    |        |        |        | 5,73 m |           |
| 10                 | Raphael Holzdeppe      | Allemagne   | xo     | o      | xo     | xxx    |        |        |        | 5,73 m |           |
| 11                 | Seito Yamamoto         | Japon       | o      | o      | xxx    |        |        |        |        | 5,60 m | SB        |
| 12                 | Valentin Lavillenie    | France      | o      | xxx    |        |        |        |        |        | 5,43 m |           |

| Rang               | Nom                   | Nationalité             | 4,32 m | 4,50 m | 4,62 m | 4,72 m | 4,80 m | 4,86 m | 4,92 m | Marque | Notes |
| ------------------ | --------------------- | ----------------------- | ------ | ------ | ------ | ------ | ------ | ------ | ------ | ------ | ----- |
| Médaille d'or      | Katie Nageotte        | États-Unis              | —      | o      | o      | o      | o      | xo     | xxx    | 4,86 m | MR    |
| Médaille d'argent  | Anzhelika Sidorova    | Athlète neutre autorisé | —      | o      | o      | o      | o      | xxo    | xxx    | 4,86 m | =MR   |
| Médaille de bronze | Ninon Guillon-Romarin | France                  | o      | xxo    | xxo    | xxo    | xxx    |        |        | 4,72 m | NR    |
| 4                  | Alysha Newman         | Canada                  | o      | o      | o      | xxx    |        |        |        | 4,62 m |       |
| 4                  | Maryna Kylypko        | Ukraine                 | o      | o      | o      | xxx    |        |        |        | 4,62 m | NR    |
| 6                  | Iryna Zhuk            | Biélorussie             | o      | xo     | o      | xxx    |        |        |        | 4,62 m | NR    |
| 7                  | Lisa Ryzih            | Allemagne               | —      | xxo    | o      | xxx    |        |        |        | 4,62 m | SB    |
| 8                  | Nina Kennedy          | Australie               | o      | o      | xxo    | xxx    |        |        |        | 4,62 m | PB    |
| 9                  | Angelica Moser        | Suisse                  | xo     | xxx    |        |        |        |        |        | 4,32 m |       |